# モズアスコット
モズアスコット（欧字名:Mozu Ascot、2014年3月31日 - ）は、日本の競走馬・種牡馬。主な勝ち鞍は2018年の安田記念、2020年のフェブラリーステークス。
フランケルの初年度産駒の一頭。馬名の意味は冠名にイギリスの競馬場の名前から。オーナーである（株）キャピタル・システム代表・北側雅司の息子・北側司が所有するグランプリボスが2011年に出走したセントジェームズパレスステークスがアスコット競馬場で行われたことに由来する。

## 戦績

### デビュー前
2015年のキーンランド・セプテンバーセールに上場され、「フランケル産駒が欲しかった」という（株）キャピタル・システム代表の北側雅司によって27万5000ドル（約3300万円）で購入され、日本に輸入される。

### 3歳（2017年）
体質が弱かった影響でデビューは遅く、3歳となった2017年6月10日阪神の3歳未勝利戦で武豊とのコンビで初出走するが4着。続く6月24日阪神の3歳未勝利戦でも4着に終わり、この後はマイル戦を中心に使われていくことになる。3戦目となった7月16日中京の3歳未勝利戦で初勝利を挙げる。休養を挟み、9月24日阪神の500万下戦、11月11日東京の三鷹特別、11月26日京都の渡月橋ステークスを制し4連勝を果たす。重賞初挑戦となった12月の阪神カップは1番人気に支持されるもイスラボニータの4着に終わり、3歳シーズンを終える。

### 4歳（2018年）

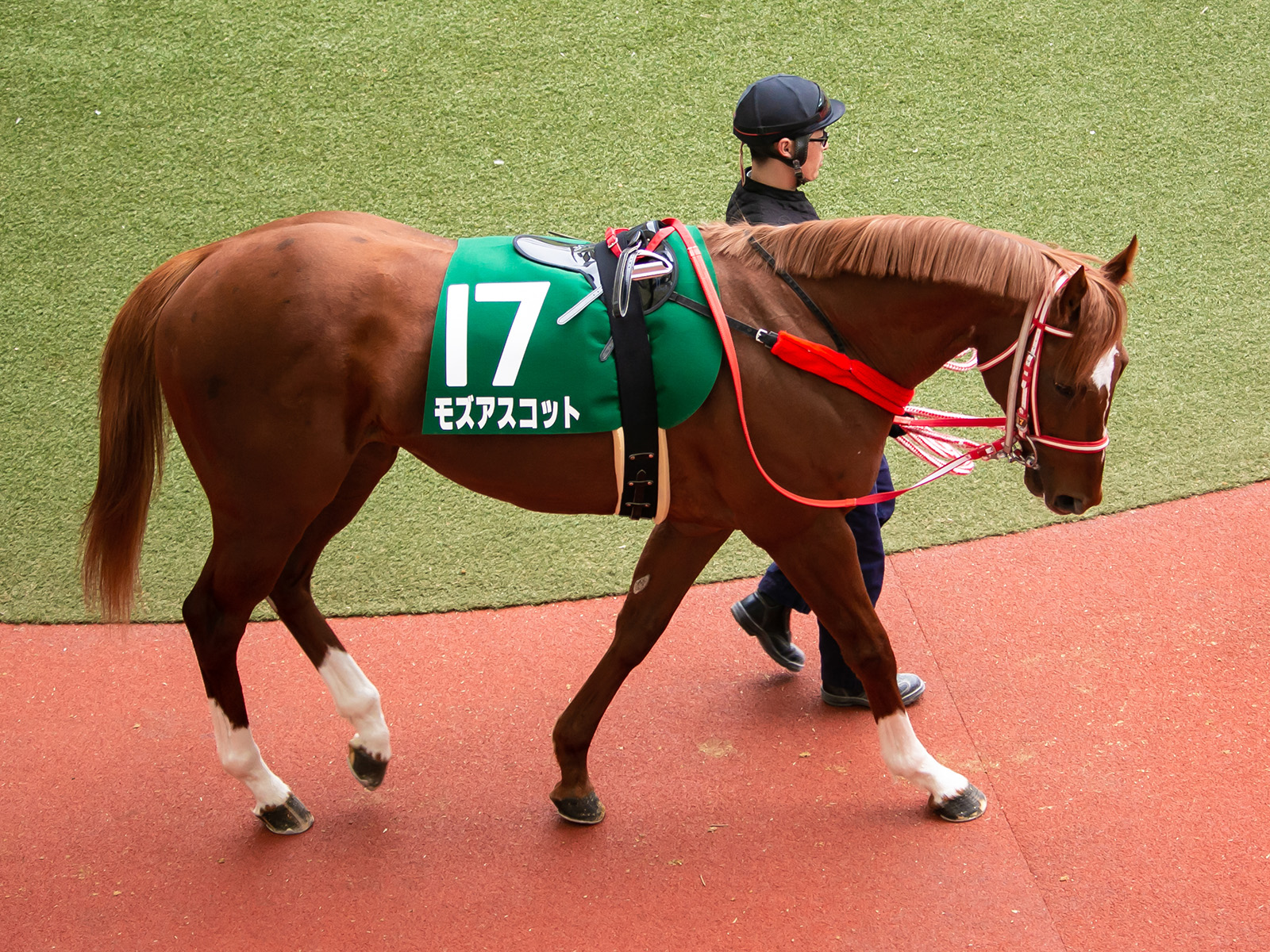
第62回阪急杯パドック（2018年2月25日）

2月25日の阪急杯は中団追走から直線で鋭く脚を伸ばしたものの、逃げ粘るダイアナヘイローにクビ差届かず2着。続くマイラーズカップは2番手追走から早めに抜け出したが、サングレーザーの末脚に屈しまたもや2着。

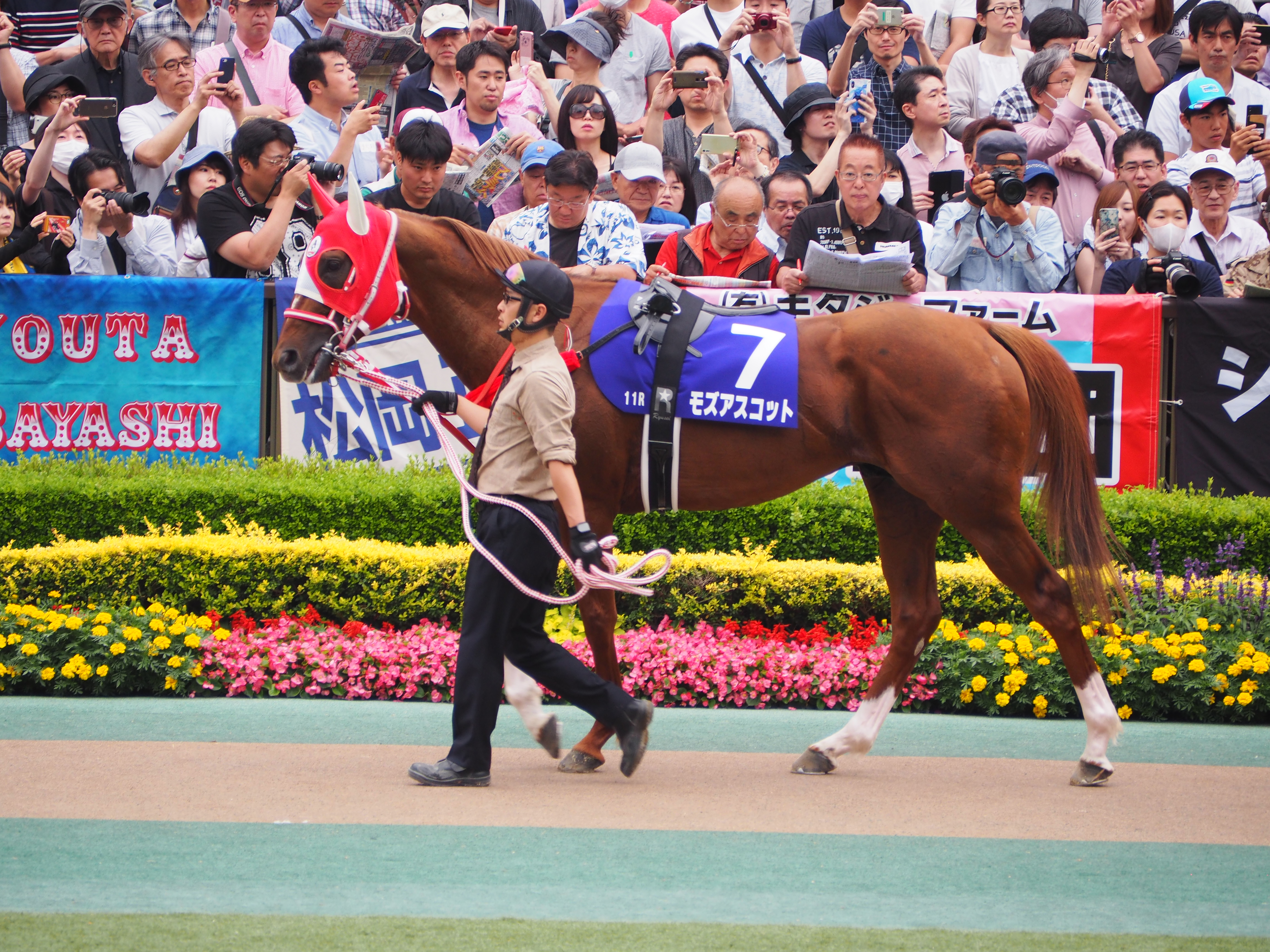
2018年安田記念パドック

その後安田記念に出走登録を行うが登録時点では除外対象だったため5月27日の安土城ステークスに出走するが2着となり、賞金を加算することができなかった。しかし直前で回避馬が続出したため連闘で安田記念に出走。レースでは中団待機から直線で馬群をさばくと好位から抜け出したアエロリットをクビ差かわしてGI初制覇を果たした。勝ち時計の1分31秒3は2012年にストロングリターンが記録したレースレコードに並ぶタイレコードであった。連闘でのGI制覇は1998年の阪神3歳牝馬ステークスを制したスティンガー以来。安田記念では1989年のバンブーメモリー以来29年ぶりの連闘での優勝であり、奇しくも平成最初と最後の安田記念が連闘で挑んだ馬による勝利となった。
その後は休養に入りスワンステークスで復帰、58キロを背負いながらも鋭い末脚を伸ばしたがロードクエストにハナ差で差し切られ2着。続くマイルチャンピオンシップでは4コーナーでごちゃつく不利があり、直線見せ場を作ることはなく過去最低の13着と惨敗した。その後香港マイルへ遠征したがスタートで出負けし、直線伸びあぐね7着に敗れた。

### 5歳（2019年）
始動戦となったマイラーズカップで7着に終わると、続く第69回安田記念ではインディチャンプの6着に敗退する。秋に入り、毎日王冠でも6着と精彩を欠いていたが、スワンステークスでは中団から鋭く脚を伸ばすも最後はダイアトニックにハナ差かわされるも2着と好走したが、本番のマイルチャンピオンシップでは14着に沈み、この年は勝利を挙げることはできなかった。

### 6歳（2020年）
この年は自身初となるダート戦の根岸ステークス(GIII)に出走。1週間前追い切りの際に管理する矢作調教師は「調教でもだいぶ動くし、フェブラリーステークスに向けてメドが立つような競馬をしてほしい」と語った。連覇を狙うコパノキッキングやダート戦で複勝圏内を外していないミッキーワイルドなどが集まった中、3番人気に推された同馬は直線外目から追い上げて、早めに先頭に立ったコパノキッキングをゴール前で交わして最後は1馬身1/4差つけて優勝。芝ダートの両方で重賞制覇を成し遂げた他、フェブラリーステークスの優先出走権を獲得した。
続くフェブラリーステークスには前年の覇者で連覇を狙うインティや2018年の覇者ノンコノユメなどが集まったが、最終的に単勝2.8倍の1番人気に推された。そして迎えたレース本番ではスタート後中団からレースを進めると、直線半ばで抜け出しそのままゴール。2着のケイティブレイブに2馬身半差をつけて優勝した。芝とダートの両GI制覇はアドマイヤドン以来史上5頭目の快挙となった（詳細は第37回フェブラリーステークスを参照）。
フェブラリーステークスの後は、オーストラリアのドンカスターマイルに参戦を予定していたが、新型コロナウイルス感染拡大の影響で遠征を断念。一転して高松宮記念に向かう事が決定した。高松宮記念ではミルコ・デムーロを鞍上に迎え、初のスプリント戦ながら5番人気の支持を受けたが、結果は13着と惨敗。鞍上デムーロはスタートを出なかったことや馬場が合わなかったことなどの敗因を列挙した。
次走には地方競馬の船橋競馬場で行われるかしわ記念を選択。2018年の最優秀ダートホースで、約1年半ぶりに実戦復帰するルヴァンスレーヴを抑えて1番人気に支持されたが、直線で伸びず7頭立てのブービー6着に敗退。鞍上ルメールは4つのコーナーや地方競馬場の深い砂が合わなかった事を敗因にあげた。
秋に入り、10月12日のマイルチャンピオンシップ南部杯では2番手追走から直線でいったんは先頭に立つもアルクトスにかわされ2着に敗れる。続く武蔵野ステークスでは見せ場なく7着に終わる。引退レースとなったチャンピオンズカップは後方からレースを進めると直線でメンバー上がり最速タイとなる36秒4の末脚を繰り出すも5着に敗れた。引退後は北海道新ひだか町のアロースタッドで種牡馬となる。

## 競走成績
以下の内容は、netkeiba.comの情報に基づく。
| 競走日     | 競馬場 | 競走名          | 格       | 距離（馬場）  | 頭 数 | 枠 番 | 馬 番 | オッズ （人気） | 着順 | タイム （上がり3F） | 着差  | 騎手        | 斤量 [kg] | 1着馬（2着馬）       | 馬体重 [kg] |
| ---------- | ------ | --------------- | -------- | ------------- | ----- | ----- | ----- | --------------- | ---- | ------------------- | ----- | ----------- | --------- | -------------------- | ----------- |
| 2017.06.10 | 阪神   | 3歳未勝利       |          | 芝2000m（良） | 16    | 4     | 7     | 002.60（1人）   | 04着 | R2:00.6（35.9）     | -0.0  | 0武豊       | 56        | アドマイヤアロー     | 484         |
| 0000.06.24 | 阪神   | 3歳未勝利       |          | 芝1800m（良） | 18    | 3     | 6     | 002.10（1人）   | 04着 | R1:46.9（34.2）     | -0.2  | 0武豊       | 56        | キャンディストーム   | 486         |
| 0000.07.16 | 中京   | 3歳未勝利       |          | 芝1600m（良） | 16    | 3     | 6     | 003.30（2人）   | 01着 | R1:34.6（34.3）     | -0.3  | 0内田博幸   | 56        | （トルネードアレイ） | 478         |
| 0000.09.24 | 阪神   | 3歳上500万下    |          | 芝1600m（良） | 18    | 8     | 17    | 003.70（2人）   | 01着 | R1:32.7（33.9）     | -0.6  | 0C.ルメール | 55        | （キャスパリーグ）   | 486         |
| 0000.11.11 | 東京   | 三鷹特別        | 1000万下 | 芝1400m（良） | 15    | 3     | 5     | 001.50（1人）   | 01着 | R1:20.4（33.7）     | -0.2  | 0C.ルメール | 56        | （バリス）           | 488         |
| 0000.11.26 | 京都   | 渡月橋S         | 1600万下 | 芝1400m（良） | 15    | 8     | 15    | 001.90（1人）   | 01着 | R1:21.5（34.2）     | -0.3  | 0吉原寛人   | 55        | （クライムメジャー） | 488         |
| 0000.12.23 | 阪神   | 阪神C           | GII      | 芝1400m（良） | 18    | 4     | 7     | 003.20（1人）   | 04着 | R1:19.9（34.3）     | -0.4  | 0C.デムーロ | 56        | イスラボニータ       | 486         |
| 2018.02.25 | 阪神   | 阪急杯          | GIII     | 芝1400m（良） | 18    | 8     | 17    | 002.60（1人）   | 02着 | R1:20.1（33.7）     | -0.0  | 0C.ルメール | 56        | ダイアナヘイロー     | 488         |
| 0000.04.22 | 京都   | マイラーズC     | GII      | 芝1600m（良） | 14    | 6     | 9     | 003.50（2人）   | 02着 | R1:31.5（34.2）     | -0.2  | 0C.ルメール | 56        | サングレーザー       | 486         |
| 0000.05.27 | 京都   | 安土城S         | OP       | 芝1400m（良） | 17    | 1     | 1     | 001.50（1人）   | 02着 | R1:20.7（32.9）     | -0.0  | 0坂井瑠星   | 56.5      | ダイメイフジ         | 488         |
| 0000.06.03 | 東京   | 安田記念        | GI       | 芝1600m（良） | 16    | 5     | 10    | 015.70（9人）   | 01着 | R1:31.3（33.3）     | -0.0  | 0C.ルメール | 58        | （アエロリット）     | 482         |
| 0000.10.27 | 京都   | スワンS         | GII      | 芝1400m（良） | 11    | 8     | 10    | 001.30（1人）   | 02着 | R1:21.5（34.5）     | -0.0  | 0C.ルメール | 58        | ロードクエスト       | 492         |
| 0000.11.18 | 京都   | マイルCS        | GI       | 芝1600m（良） | 18    | 4     | 8     | 003.40（1人）   | 13着 | R1:33.8（33.9）     | -0.5  | 0C.ルメール | 57        | ステルヴィオ         | 494         |
| 0000.12.09 | 沙田   | 香港マイル      | G1       | 芝1600m（良） | 14    | 2     | 4     | 010.00（3人）   | 07着 | R1:34.36            | -0.84 | 0C.ルメール | 57        | Beauty Generation    | 481         |
| 2019.04.21 | 京都   | マイラーズC     | GII      | 芝1600m（良） | 10    | 4     | 4     | 009.90（3人）   | 07着 | R1:33.6（32.8）     | -1.0  | 0C.ルメール | 58        | ダノンプレミアム     | 496         |
| 0000.06.02 | 東京   | 安田記念        | GI       | 芝1600m（良） | 16    | 4     | 7     | 035.40（7人）   | 06着 | R1:31.2（33.1）     | -0.3  | 0坂井瑠星   | 58        | インディチャンプ     | 488         |
| 0000.10.06 | 東京   | 毎日王冠        | GII      | 芝1800m（良） | 10    | 8     | 10    | 022.50（5人）   | 06着 | R1:45.0（34.0）     | -0.6  | 0内田博幸   | 57        | ダノンキングリー     | 498         |
| 0000.10.26 | 京都   | スワンS         | GII      | 芝1400m（稍） | 18    | 5     | 10    | 004.40（2人）   | 02着 | R1:21.3（33.8）     | -0.0  | 0岩田康誠   | 57        | ダイアトニック       | 498         |
| 0000.11.17 | 京都   | マイルCS        | GI       | 芝1600m（良） | 17    | 6     | 12    | 019.90（7人）   | 14着 | R1:34.2（34.8）     | -1.2  | 0和田竜二   | 57        | インディチャンプ     | 498         |
| 2020.02.02 | 東京   | 根岸S           | GIII     | ダ1400m（良） | 16    | 6     | 11    | 009.90（3人）   | 01着 | R1:22.7（34.7）     | -0.2  | 0C.ルメール | 58        | （コパノキッキング） | 494         |
| 0000.02.23 | 東京   | フェブラリーS   | GI       | ダ1600m（良） | 16    | 6     | 12    | 002.80（1人）   | 01着 | R1:35.2（35.4）     | -0.4  | 0C.ルメール | 57        | （ケイティブレイブ） | 494         |
| 0000.03.29 | 中京   | 高松宮記念      | GI       | 芝1200m（重） | 18    | 7     | 14    | 009.80（5人）   | 13着 | R1:09.9（33.7）     | -1.2  | 0M.デムーロ | 57        | モズスーパーフレア   | 494         |
| 0000.05.05 | 船橋   | かしわ記念      | JpnI     | ダ1600m（良） | 7     | 5     | 5     | 002.20（1人）   | 06着 | R1:40.5（37.5）     | -1.9  | 0C.ルメール | 57        | ワイドファラオ       | 488         |
| 0000.10.12 | 盛岡   | MCS南部杯       | JpnI     | ダ1600m（稍） | 16    | 3     | 5     | 004.70（2人）   | 02着 | R1:32.8（35.5）     | -0.1  | 0横山武史   | 57        | アルクトス           | 491         |
| 0000.11.14 | 東京   | 武蔵野S         | GIII     | ダ1600m（良） | 16    | 1     | 2     | 004.80（2人）   | 07着 | R1:35.9（36.3）     | -0.9  | 0横山武史   | 59        | サンライズノヴァ     | 490         |
| 0000.12.06 | 中京   | チャンピオンズC | GI       | ダ1800m（良） | 16    | 6     | 12    | 0067.90（11人） | 05着 | R1:50.0（36.4）     | -0.7  | 0横山武史   | 57        | チュウワウィザード   | 492         |

## 種牡馬成績

### グレード制重賞優勝馬
- 2022年産
  - ファウストラーゼン（2025年弥生賞ディープインパクト記念）

### 地方重賞優勝馬
- 2022年産
  - ベアバッキューン（2024年若武者賞、鎌倉記念、2025年若潮スプリント）
  - ユアマイドリーム（2025年園田FCスプリント）

- 2023年産
  - ロードレイジング（2025年ルーキーズサマーカップ）

## 血統表
| モズアスコットの血統 | モズアスコットの血統                                           | モズアスコットの血統                                           | （血統表の出典）                                               | （血統表の出典） |
| 父系                 | サドラーズウェルズ系                                           | サドラーズウェルズ系                                           | サドラーズウェルズ系                                           | [ § 2 ]          |
| 父 Frankel 2008 鹿毛 | 父の父Galileo 1998 鹿毛                                        | Sadler's Wells                                                 | Northern Dancer                                                | Northern Dancer  |
| 父 Frankel 2008 鹿毛 | 父の父Galileo 1998 鹿毛                                        | Sadler's Wells                                                 | Fairy Bridge                                                   |                  |
| 父 Frankel 2008 鹿毛 | 父の父Galileo 1998 鹿毛                                        | Urban Sea                                                      | Miswaki                                                        | Miswaki          |
| 父 Frankel 2008 鹿毛 | 父の父Galileo 1998 鹿毛                                        | Urban Sea                                                      | Allegretta                                                     |                  |
| 父 Frankel 2008 鹿毛 | 父の母Kind 2001 鹿毛                                           | *デインヒル                                                    | Danzig                                                         | Danzig           |
| 父 Frankel 2008 鹿毛 | 父の母Kind 2001 鹿毛                                           | *デインヒル                                                    | Razyana                                                        |                  |
| 父 Frankel 2008 鹿毛 | 父の母Kind 2001 鹿毛                                           | Rainbow Lake                                                   | Rainbow Quest                                                  | Rainbow Quest    |
| 父 Frankel 2008 鹿毛 | 父の母Kind 2001 鹿毛                                           | Rainbow Lake                                                   | Rockfest                                                       |                  |
| 母 India 2003 栗毛   | 母の父*ヘネシー Hennessy 1993 栗毛                             | Storm Cat                                                      | Storm Bird                                                     | Storm Bird       |
| 母 India 2003 栗毛   | 母の父*ヘネシー Hennessy 1993 栗毛                             | Storm Cat                                                      | Terlingua                                                      |                  |
| 母 India 2003 栗毛   | 母の父*ヘネシー Hennessy 1993 栗毛                             | Island kitty                                                   | Hawaii                                                         | Hawaii           |
| 母 India 2003 栗毛   | 母の父*ヘネシー Hennessy 1993 栗毛                             | Island kitty                                                   | T.C. Kitten                                                    |                  |
| 母 India 2003 栗毛   | 母の母Misty Hour 1995 鹿毛                                     | Miswaki                                                        | Mr. Prospector                                                 | Mr. Prospector   |
| 母 India 2003 栗毛   | 母の母Misty Hour 1995 鹿毛                                     | Miswaki                                                        | Hopespringseternal                                             |                  |
| 母 India 2003 栗毛   | 母の母Misty Hour 1995 鹿毛                                     | Our Tina Marie                                                 | Nijinsky                                                       | Nijinsky         |
| 母 India 2003 栗毛   | 母の母Misty Hour 1995 鹿毛                                     | Our Tina Marie                                                 | Java Moon                                                      |                  |
| 母系(F-No.)          | Golden Trail系(FN:F4-r)                                        | Golden Trail系(FN:F4-r)                                        | Golden Trail系(FN:F4-r)                                        | [ § 3 ]          |
| 5代内の近親交配      | Miswaki 4x3 Northern Dancer 4･5x5･5 His Majesty＝Graustark 5x5 | Miswaki 4x3 Northern Dancer 4･5x5･5 His Majesty＝Graustark 5x5 | Miswaki 4x3 Northern Dancer 4･5x5･5 His Majesty＝Graustark 5x5 | [ § 4 ]          |
| 出典                 | 1. 2. 3. 4.                                                    | 1. 2. 3. 4.                                                    | 1. 2. 3. 4.                                                    | 1. 2. 3. 4.      |

- 母Indiaはアメリカで走ってグレードレース2勝を含む15戦6勝。近親には母の半姉の仔にウッドワードステークスなどアメリカでG1を2勝したTo Honor and Serve・シャンデリアステークス勝ちのAngela Reneeがいる。また4代母Java Moonの全妹の仔にブライアンズタイムがいる。